# Gymnoscelis schulzi
Gymnoscelis schulzi är en fjärilsart som beskrevs av Hans Rebel 1914. Gymnoscelis schulzi ingår i släktet Gymnoscelis och familjen mätare. Inga underarter finns listade i Catalogue of Life.